# Tako (Parodius)
Tako, o también llamado Octopus, es el personaje protagonista del videojuego original Parodius de MSX. Es un alegre pulpo rojo que tiene las habilidades de combate de un caza espacial. Octopus apareció también en la secuela Parodius Da!, aunque en posteriores entregas es reemplazado por su hijo Takosuke. Tako además fue incluido como un personaje seleccionable en el juego Krazy Kart Racing.

## Información general
Tako es un pulpo rojo pequeño, generalmente aparece vistiendo unas bragas blancas en la cabeza, dando a entender que es un pervertido. Aunque en ocasiones también tiene una bandana hachimaki en la cabeza. Su actor de voz en Jikkyo Oshaberi Parodius es George Yanami.

## Historia
Tako era originalmente un pequeño pulpo ordinario y sin nombre del planeta Tierra. Su sueño era convertirse en un famoso actor y comediante, y llegó a tener papeles en las películas famosas "Octopus-Sea" y "Monsters Ink.". Pero fue rechazado por tener problemos con los críticos en el set de filmación, en el que acabó escupiendo tinta a los críticos.
Dejando sus malos recuerdos atrás, Tako se fue de su planeta natal hacia el espacio en busca de convertirse en un verdadero artista famoso. Buscó trabajos en distintos planetas hasta que encontró su vocación como programador de la compañía "Sueños y Esperanzas". Su misión era programar los sueños de los habitantes de la galaxia que no creían en los sueños o habían perdido la capacidad de soñar.
Durante su labor como programador, Tako se enteró de que la gente de la Tierra estaba comenzando a perder sus sueños, a causa de un terrible monstruo conocido como Bug, que se alimentaba de los sueños de los humanos. Recordando a su planeta de origen, Tako decidió regresar a combatir a Bug, pero al ver que sería una difícil misión decidió formar un equipo de guerreros conformado por Penta el pingüino, la legendaria nave espacial Vic Viper ahora con vida propia, el caballero Popolon, el valeroso ninja Goemon. Así se formó el primer equipo Paro.
Posteriormente Tako se casó con una chica pulpo llamada Noriko, quien nunca fue mostrada en los videojuegos y solo es mencionada, con ella tuvo dos hijos: Takosuke y Takohiko el menor. Cuando una invasión del pulpo gigante llegó a la Tierra, Tako nuevamente llamó al equipo Paro para combatirlo. En esta pelea Takohiko y Takosuke participaron como los asistentes "Option" de Tako.
Tras la segunda batalla, Tako finalmente se retiró y legó su puesto como jefe del equipo Paro a Takosuke. Tako finalmente se convertiría en el famoso comediante Oshaberi, acompañado por su esposa Noriko.

## Habilidades
Takosuke es un guerrero espacial que replica las habilidades del Vic Viper del juego Salamander. Cuenta con un disparo de balas como ataque básico pero puede ir mejorando su arsenal al conseguir cápsulas de poder. Su barra de poderes es la siguiente:
- Speed Up: Aumenta la velocidad de Tako, puede usarse varias veces.
- 2-way missile: Activa un disparo de pescados que son arrojados hacia arriba y abajo.
- Tailgun: Activa el disparo doble, hacia delante y atrás.
- Ripple: Activa el poderoso disparo de ondas.
- Option: Añade un pequeño pulpo asistente que sigue a Tako y copia sus ataques. Pueden llevarse hasta cuatro.
- O Trap: Aparece un escudo que se coloca en la boca de Tako y detiene todos los ataques frontales, se destruye al recibir varios impactos.
- Bellpower: Al tocar una campana de color, Tako puede usar uno de los ataques especiales como el Mega Crush, la muralla láser o el megáfono.

## Apariciones en videojuegos
- Parodius (1988 - MSX): Tako es el protagonista del juego, la historia lo muestra como un pulpo que debe proteger los sueños de las personas y para ello decide enfrentarse al villano Bug. Tiene las armas clásicas del Vic Viper de Gradius como el Double frontal, Laser de rayo, asistentes Option y un escudo O. Trap. De todos los personajes seleccionables, Tako es el único que no proviene de otro juego sino que es el primer personaje original de Parodius.

- Parodius Da! (1990 - Arcade, multiplataforma): Octopus regresa como uno de los guerreros espaciales seleccionables. Sus Power-Ups han sido modificados para asemejarse al del Vic Viper del juego Salamander, por lo que adquiere el disparo Tailgun y el poderoso ataque Ripple Laser.

- Wai Wai Bingo (1993 - Juego de Medalla): Juego de Bingo que se presenta por los personajes de Konami, incluyendo a Tako.

- Jikkyou Oshaberi Parodius (1995 - SNES): En un regreso sorpresivo, Tako esta vez no aparece como un personaje del juego sino como un relator. Su voz, interpretada por el actor George Yanami realiza comentarios a lo largo del juego, sobre lo que hace el jugador y dando indicios en las peleas contra los jefes. Algo totalmente fuera de serie en el género de los shoot'em up, siendo que en esta época las voces de relatores eran exclusivas de los juegos de deportes. Aun así, Tako nunca es mostrado dentro del juego.

- Jikkyou Oshaberi Parodius: Forever with me (1997 - PSX, Saturn): Tako reaparece como relator, sigue igual que en el juego anterior. La diferencia es que ahora se agrega una relatora mujer llamada Noriko, la cual es presentada como la esposa de Tako.

- Wai Wai Poker (1997 - Juego de Medalla): Un juego de póquer de la máquina presentada por los personajes de Konami. Tako es uno de los personajes que aparece la carta.

- Krazy Kart Racing (2009 - iOS, Android): Juego de carreras de karts en donde Tako aparece como uno de los competidores. Aparece primero como jefe del campeonato Hyper Cup y tras ser derrotado se convierte en un personaje seleccionable por el jugador.

- Super Bomberman R (2017 - Switch): Tako Bomber es uno de los Bomberman seleccionables.

- Pixel Puzzle Collection (2018 - iOS, Android): Tako aparece como un imagen de puzle nonograma.

## Curiosidades
- Los nombres Tako y Octopus significan igualmente "pulpo" en los idiomas japonés e inglés respectivamente, de modo que ambos son intercambiables.

- Algunos manuales japoneses aclaran que el nombre real de Tako es Mr. Parodius, lo cual lo convierte en el personaje que le da nombre a la saga.

- Octopus Trap, el escudo especial de Tako, está basado en un objeto con forma de vasija llamado Tako-tsubo (trampa de pulpos) que los pescadores japoneses usan para atrapar a los pulpos.

- Noriko, la esposa de Tako, recibe su nombre de Noriko Ohara, la misma actriz que el da su voz.

- En el episodio 34 de Samurai Pizza Cats titulado ¡El plan para la victoria segura! Qué fuerte es clan Karakara, en la esquina superior izquierda de la pantalla, hay una imagen de Vic Viper de Gradius y  Tako de Parodius Da!.